# Aleksandrs Koliņko
Aleksandrs Koliņko (Riga, 1975. június 18.) lett válogatott labdarúgó, a FK Spartaks Jūrmala játékosa. Kapus.

## Díjai, sikerei
Balti kupa (2)
- 2001, 2003

Lett bajnok (5)
1996, 1997, 1998, 1999, 2000
Lett kupa (4)
- 1997, 1998, 2000

Az év lett labdarúgója (1)
- 2006

## Külső hivatkozások
- zanziball.it